# Landtag Brandenburg
Der Landtag Brandenburg (niedersorbisch Krajny sejm Bramborska) ist das Parlament des Landes Brandenburg und hat seinen Sitz im Stadtschloss in der Landeshauptstadt Potsdam. Die Abgeordneten werden für fünf Jahre gewählt, so dass nach der Landtagswahl im Jahr 2024 die nächste Wahl turnusgemäß in der 2. Jahreshälfte 2029 stattfindet.
Der Landtag wird aus 88 Abgeordneten gebildet. Er ist verantwortlich für die Landesgesetzgebung, die parlamentarische Kontrolle von Regierung und Verwaltung, die Bestimmung des Haushalts und die Wahlen des Präsidiums, der Landesverfassungsrichter, der Mitglieder des Landesrechnungshofs und des Ministerpräsidenten.
Am 22. September 2024 wurde der achte Landtag gewählt. In diesem sind vier Parteien vertreten. Die SPD stellt mit 32 Sitzen die stärkste Fraktion. Die AfD hat 30 und das BSW 14 Sitze. Die kleinste Fraktion stellt die CDU mit 12 Sitzen.
Der erste Landtag Brandenburg wurde 1946 in der Sowjetischen Besatzungszone gewählt. Der zweite Landtag wurde vor der Wahl 1950 in seiner Zusammensetzung festgeschrieben und bestand nur bis 1952. In seiner heutigen Form existiert er seit der Neubildung des Landes Brandenburg im Zuge der Wiedervereinigung. Seit der ersten Landtagswahl im Oktober 1990 stellt die SPD die stärkste Kraft, ist seitdem stets an der Landesregierung beteiligt und stellt die Ministerpräsidenten. Seit dem 28. August 2013 bekleidet Dietmar Woidke dieses Amt.

## Geschichte

### In der Sowjetischen Besatzungszone/DDR (1946–1952)
Nach dem Zweiten Weltkrieg trat in der Sowjetischen Besatzungszone kurzzeitig ein eigenständiges Land Brandenburg in Erscheinung, das sich aus der ehemaligen Provinz Brandenburg gebildet hatte, allerdings nur etwa zwei Drittel deren Fläche umfasste. Es trug zunächst den Namen „Provinz Mark Brandenburg“ und wurde erst mit der Auflösung Preußens, durch den Alliierten Kontrollrat im Februar 1947 nominell ein vollwertiges Land. Zunächst regierte eine von der Militäradministration eingesetzte Beratende Versammlung, die keine parlamentarische Kontrolle oder Legitimation besaß und von der Militäradministration abhängig war. Dies änderte sich mit den Wahlen zum Landtag Brandenburg vom 20. Oktober 1946, die mit konkurrierenden Listen unter demokratischen Vorzeichen stattfand.
Im neu gewählten Landtag verfügten die beiden bürgerlichen Parteien Christlich-Demokratische Union Deutschlands (CDU) mit 31 Mandaten und die Liberal-Demokratische Partei Deutschlands (LDP) mit 20 Mandaten gegenüber der Sozialistischen Einheitspartei Deutschlands (SED) mit 44 Mandaten und der von der SED dominierten Vereinigung der gegenseitigen Bauernhilfe (VdgB) mit fünf Mandaten über einen Vorsprung von zwei Sitzen. Die Bildung einer Allparteienregierung unter Ministerpräsident Karl Steinhoff (SED) verhinderte jedoch einen Dualismus von Regierung und Opposition. Gesetze wurden zumeist einstimmig beschlossen und bedurften der Zustimmung der Militäradministration, die auch in laufende Gesetzgebungsverfahren eingriff. Der Landtag arbeitete eine Verfassung aus, die im Februar 1947 einstimmig angenommen wurde und einen Grundrechtskatalog beinhaltete, der das Recht auf Freizügigkeit und freie Meinungsäußerung enthielt. Der Landtag hatte den Status des „höchste[n] Willensträger[s] der Mark Brandenburg“, besaß parlamentarische Kontrolle und bestimmte die Grundsätze, die die Richtlinien der Regierung ausmachten.
Wenngleich der Landtag mit einer großen Machtfülle ausgestattet war, wurde der Druck der SED und der Militäradministration auf die bürgerlichen Parteien immer größer. Es kam bereits 1948 zu ersten Verhaftungen von CDU- und LDP-Politikern und im Folgejahr wurden diese beiden Parteien aufgefordert, ihre Reihen von „reaktionären Elementen“ zu reinigen. Die nächsten Wahlen 1950 wurden schon nach Einheitsliste durchgeführt und brachten eine solide Mehrheit für die SED. Das euphemistisch betitelte „Gesetz über die weitere Demokratisierung des Aufbaus und der Arbeitsweise der staatlichen Organe im Land Brandenburg“ am 25. Juli 1952 bedeutete die Selbstauflösung des Landes und leitete die Bildung der drei Bezirke Potsdam, Frankfurt/Oder und Cottbus ein.
| Landtag Brandenburg in SBZ/DDR | Landtag Brandenburg in SBZ/DDR | Landtag Brandenburg in SBZ/DDR | Landtag Brandenburg in SBZ/DDR | Landtag Brandenburg in SBZ/DDR | Landtag Brandenburg in SBZ/DDR | Landtag Brandenburg in SBZ/DDR | Landtag Brandenburg in SBZ/DDR | Landtag Brandenburg in SBZ/DDR                                         | Landtag Brandenburg in SBZ/DDR                               | Kabinett                        | Besonderheiten |
| Wahlperiode                    | Wahlperiode                    | Sitzverteilung                 | Sitzverteilung                 | Sitzverteilung                 | Sitzverteilung                 | Sitzverteilung                 | Sitzverteilung                 | Sitzverteilung                                                         | Landtagspräsident                                            | Kabinett                        | Besonderheiten |
|                                | Wahltag                        | Gesamt                         | SED                            | CDU (DDR)                      | LDPD                           | VdgB                           | FDGB                           | Sonstige                                                               | Landtagspräsident                                            | Kabinett                        | Besonderheiten |
| ------------------------------ | ------------------------------ | ------------------------------ | ------------------------------ | ------------------------------ | ------------------------------ | ------------------------------ | ------------------------------ | ---------------------------------------------------------------------- | ------------------------------------------------------------ | ------------------------------- | -------------- |
| 1.                             | 20.10.1946                     | 100                            | 44                             | 31                             | 20                             | 5                              | –                              | –                                                                      | Friedrich Ebert junior (SED) (Wechsel 1949) Otto Meier (SED) | Steinhoff I Steinhoff II Jahn I |                |
| 2.                             | 15.10.19501                    | 100                            | 18                             | 14                             | 12                             | 3                              | 11                             | 6 DBD 6 NDPD 9 DFD 9 FDJ 5 Kulturbund 4 VVN 3 Konsum- genossenschaften | Otto Meier (SED)                                             | Jahn II                         |                |

1 Die Sitzverteilung und Abgeordneten wurden vor der Wahl in der Einheitsliste der Nationalen Front festgeschrieben. Es handelte sich um eine Scheinwahl.

### Nach der Wiedervereinigung (seit 1990)

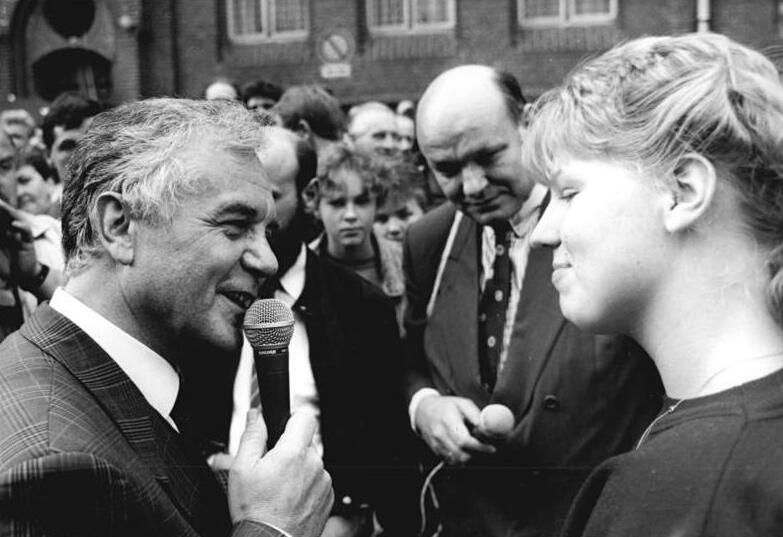
Manfred Stolpe (links), Ministerpräsident von 1990 bis 2002, während einer Wahlkampfveranstaltung im Vorfeld der Landtagswahl 1990

Die erste Landtagswahl nach Wiedergründung des Landes Brandenburg einige Tage zuvor, fand am 14. Oktober 1990 statt. Dabei wurde die SPD stärkste Fraktion, während in den anderen neuen Bundesländern, wo die Landtagswahlen am selben Tage abgehalten wurden, die CDU gewann.
Der SPD-Politiker Manfred Stolpe wurde zum Ministerpräsidenten gewählt und bildete gemeinsam mit der FDP und Bündnis 90 die erste Ampelkoalition auf Landesebene. Dem neu gewählten Landtag kam nach dem Ländereinführungsgesetz der Status einer Verfassungsgebenden Landesversammlung zu, wonach er eine neue Landesverfassung ausarbeiten sollte. In der konstituierenden Sitzung gab sich der Landtag eine vorläufige Geschäftsordnung; in der zweiten Sitzung verabschiedete er ein von allen Fraktionen gemeinsam eingebrachtes Gesetz, das für die Übergangszeit die wichtigsten staatsorganisatorischen Grundlagen enthielt.
Es wurde ein Verfassungsausschuss eingerichtet, dem neben 15 Parlamentariern auch 15 Nicht-Parlamentarier angehörten. Da im Gegensatz zu anderen Bundesländern die SPD und Bündnis 90 entscheidenden Einfluss auf die Verfassung nehmen konnten, flossen einige Ideen und Ideale der Wendezeit in den Verfassungstext ein. Für Kontroversen sorgten die verfassungsmäßige Verankerung von sozialen Grundrechten, der Bereich Ehe, Lebensgemeinschaften und Schwangerschaftsabbruch sowie Sperrklauseln bei Landtagswahlen und Quoren in der Volksgesetzgebung. Nach der zweiten Lesung wurden einige Kompromisse ausgehandelt, damit auch die CDU-Fraktion dem Verfassungstext bedenkenlos zustimmen konnte, die vor allem bei den Grundrechten und Staatszielen einige Vorbehalte hatte. Dieser Kompromissentwurf wurde am 9. April 1992 vom Verfassungsausschuss einstimmig verabschiedet. Einen Tag vor der dritten Lesung, in der der Landtag die Verfassung verabschieden sollte, empfahl der CDU-Landesvorsitzende Ulf Fink den Unionsabgeordneten, gegen die Verfassung zu stimmen. Der von SPD, FDP, PDS-Linke Liste und Bündnis 90 eingebrachte Entwurf erreichte die notwendige Zweidrittelmehrheit, wenngleich elf der 25 CDU-Abgeordneten dagegen stimmten und sich vier enthielten. Es folgte ein Konflikt innerhalb der brandenburgischen CDU zwischen Verfassungsbefürwortern und -gegnern, der dazu führte, dass sich Beate Blechinger und Peter-Michael Diestel aus der Fraktionsführung zurückzogen und Ulf Fink im Vorfeld des Volksentscheids über die Verfassung die Brandenburger aufforderte, mit „Nein“ zu stimmen. Bei dem Volksentscheid, der eine geringe Wahlbeteiligung von 47,9 Prozent hatte, stimmten 94 Prozent der Brandenburger für die neue Verfassung, woraufhin sie am 20. August 1992 in Kraft trat.
Im März 1994 schied Bündnis 90 aus der Regierungskoalition aus und eine sozial-liberale Minderheitsregierung unter Manfred Stolpe regierte bis zum regulären Ende der Legislaturperiode. Bei der Landtagswahl im September 1994 erhielt die SPD 54,1 Prozent der Stimmen und konnte ohne Koalitionspartner weiterregieren. Die CDU hingegen verlor 10,7 Prozentpunkte und kam auf nur 18,7 Prozent, ebenso wie die PDS. Erklärt wurde dieses desaströse Wahlergebnis der Union durch zwei Umstände: zum einen durch den deutlichen Popularitätsvorsprung des amtierenden Ministerpräsidenten Stolpe, den sich 81 % der Wähler als Ministerpräsident wünschten, während CDU-Kandidat Peter Wagner auf gerade einmal sieben Prozent kam. Zum anderen hatte sich die CDU-Fraktion in der ersten Wahlperiode als äußerst zerstritten gezeigt.
Durch die Verlängerung einer Wahlperiode fand die nächste Landtagswahl erst im September 1999 statt. Die SPD verlor fast 15 Prozentpunkte der Wählerstimmen, während die CDU beinahe acht hinzugewann. Zwar war die Popularität Stolpes ungebrochen, aber die geringe Erfolgsbilanz seiner Landesregierung und die bundespolitische Stimmungslage belasteten das Ergebnis der SPD. In der CDU hatte Spitzenkandidat Jörg Schönbohm die Zerstrittenheit beendet. Die PDS konnte abermals mehr Stimmen gewinnen und kam auf 23 Prozent. Die rechtsextremistische DVU zog erstmals in den Landtag Brandenburg ein. Durch ein Überhangmandat der SPD hatte der Landtag in der dritten Wahlperiode 89 statt 88 Mitglieder. Es fanden Sondierungsgespräche zwischen SPD und PDS sowie zwischen SPD und CDU statt. Die damalige Ministerin für Arbeit, Soziales, Gesundheit und Frauen, Regine Hildebrandt, setzte sich für ein rot-rotes Bündnis ein. Als Manfred Stolpe eine Große Koalition ankündigte, trat sie aus der Landesregierung aus. Im Juni 2002 erklärte Manfred Stolpe seinen Rücktritt als Ministerpräsident. Zu seinem Nachfolger wurde der damalige Oberbürgermeister von Potsdam, Matthias Platzeck, gewählt. Stolpe selbst wurde nach der Bundestagswahl am 22. September 2002 von Bundeskanzler Gerhard Schröder zum Bundesminister für Verkehr, Bau- und Wohnungswesen berufen.
Platzeck konnte bei der Landtagswahl 2004 die führende Rolle der SPD verteidigen. Von 2004 bis 2009 regierte er weiterhin mit der CDU in einer Großen Koalition, obwohl beide Parteien jeweils etwa sieben Prozent verloren. Weitere im Landtag vertretene Parteien der vierten Legislaturperiode waren die PDS und die DVU. Die PDS gewann im Vergleich zu 1999 vier Prozent hinzu und stellte somit die zweitstärkste Fraktion; die DVU hatte vor der Wahl mit der NPD im so genannten „Deutschlandpakt“ die Vereinbarung getroffen, dass diese beiden Parteien nicht gegeneinander antreten würden, so dass der DVU mit sechs Prozent erneut der Einzug ins Landesparlament gelang. FDP und Grüne scheiterten an der Fünf-Prozent-Hürde. Die Wahlbeteiligung stieg erstmals seit der ersten Landtagswahl 1990 wieder leicht an und lag bei 56,4 Prozent.
Die Landtagswahl in Brandenburg 2009 fand am 27. September 2009 zusammen mit der Bundestagswahl statt. Dadurch stieg die Wahlbeteiligung von 56,4 auf 67,5 Prozent an. 
Die SPD hatte einen auf ihren beliebten Ministerpräsidenten Matthias Platzeck zugeschnittenen Wahlkampf geführt und wurde mit 33 Prozent wieder stärkste Partei, obwohl sie bei der gleichzeitig stattfindenden Bundestagswahl herbe Verluste hinnehmen musste. Die Linke verlor leicht und erhielt 27,2 Prozent. Die CDU konnte sich mit 19,8 Prozent leicht verbessern. Die FDP schaffte mit 7,2 Prozent ebenso den Einzug in den Landtag wie die Grünen mit 5,6 Prozent. Die Listenvereinigung Freie Wähler, bestehend aus den politischen Vereinigungen Brandenburger Vereinigte Bürgerbewegungen und Freie Wähler Brandenburg, erreichten aus dem Stand 1,7 Prozent der Stimmen, verfehlte damit jedoch den Einzug in den Potsdamer Landtag. Die DVU mit ihrer Spitzenkandidatin Liane Hesselbarth scheiterte mit 1,2 Prozent deutlich an der Fünf-Prozent-Hürde und schied aus dem Landtag aus. Der Absturz der DVU wurde bereits zuvor prognostiziert, zumal die NPD den „Deutschlandpakt“ aufgekündigt hatte und ebenfalls antrat, aber lediglich 2,6 Prozent erzielte. 
Bei der Regierungsbildung kündigte Platzeck an, sowohl mit der Linken als auch mit der CDU Gespräche führen zu wollen. Nach den Sondierungsgesprächen entschied sich die SPD gegen eine Fortführung der Regierung mit der CDU und für eine rot-rote Koalition. Am 6. November 2009 wurde Platzeck mit 54 Stimmen und 32 Gegenstimmen im ersten Wahlgang erneut zum Ministerpräsidenten gewählt.
Seit 2011 liegt das Mindestalter für die aktive Wahl bei 16 Jahren.
Nachdem Matthias Platzeck aus gesundheitlichen Gründen seinen Rücktritt zum 28. August 2013 erklärte, wurde Dietmar Woidke (ebenfalls SPD) zum neuen Ministerpräsidenten gewählt. Unter seiner Führung wurde die SPD bei der Landtagswahl am 14. September 2014 als stärkste Fraktion bestätigt. Erstmals zog die rechtspopulistische Alternative für Deutschland (AfD) mit 12,2 Prozent in den Landtag ein und wurde nach SPD, CDU und Linken viertstärkste Kraft. Die Koalition aus SPD und der Linken wurde fortgesetzt.
Bei der Landtagswahl am 1. September 2019 verlor die Landesregierung ihre Mehrheit im Landtag. Die SPD unter Ministerpräsident Woidke rutschte auf 26,2 Prozent ab und wurde nur knapp stärkste Kraft vor der AfD, die um 11,3 Punkte auf 23,5 Prozent zulegte. Die Linke verlor 7,9 Punkte auf 10,7 Prozent und die CDU 7,4 Punkte auf 15,6 Prozent, während die Grünen auf 10,8 Prozent zulegten und die Brandenburger Vereinigte Bürgerbewegungen / Freie Wähler mit 5,0 Prozent erstmals in Fraktionsstärke in den Landtag einzog. Die FDP scheiterte erneut an der Fünf-Prozent-Hürde.
Um der neuen Landesregierung eine stabile Mehrheit von 50 Mandaten (von 88 Sitzen) im Landtag zu sichern, entschied die SPD nach Sondierungen, Koalitionsgespräche mit CDU und Grünen über die Bildung einer so genannten Kenia-Koalition aufzunehmen. 
Die Verhandlungsführer der Grünen um Spitzenkandidatin Ursula Nonnemacher konnten sich mit dem Wunsch, eine Koalition ihrer Partei mit SPD und Linken zu bilden, nicht durchsetzen. Diese Konstellation hätte im Landtag lediglich eine sehr knappe Mehrheit von einem Mandat gehabt (45 von 88 Sitze).
Bei der Landtagswahl am 22. September 2024 kamen SPD, AfD, BSW und CDU zogen nur noch vier Parteien in den Landtag ein; das BSW sogar erstmals. Anschließend wurde mit dem Kabinett Woidke IV eine Koalition aus SPD und BSW gebildet.

### Sitzverteilungen seit 1990
| Landtag Brandenburg | Landtag Brandenburg | Landtag Brandenburg | Landtag Brandenburg | Landtag Brandenburg | Landtag Brandenburg | Landtag Brandenburg | Landtag Brandenburg | Landtag Brandenburg | Landtag Brandenburg | Landtag Brandenburg | Landtag Brandenburg    | Kabinett              | Besonderheiten                                     |
| Wahlperiode         | Wahlperiode         | Sitzverteilung      | Sitzverteilung      | Sitzverteilung      | Sitzverteilung      | Sitzverteilung      | Sitzverteilung      | Sitzverteilung      | Sitzverteilung      | Sitzverteilung      | Landtagspräsident      | Kabinett              | Besonderheiten                                     |
|                     | Wahltag             | Gesamt              | SPD                 | DIE LINKE1          | CDU                 | FDP                 | B90/GRÜNE2          | AfD                 | BVB / FW            | Sonstige            | Landtagspräsident      | Kabinett              | Besonderheiten                                     |
| ------------------- | ------------------- | ------------------- | ------------------- | ------------------- | ------------------- | ------------------- | ------------------- | ------------------- | ------------------- | ------------------- | ---------------------- | --------------------- | -------------------------------------------------- |
| 1.                  | 14.10.1990          | 88                  | 36                  | 13                  | 27                  | 6                   | 6                   | –                   | –                   | –                   | Herbert Knoblich (SPD) | Stolpe I              |                                                    |
| 2.                  | 11.09.1994          | 88                  | 52                  | 18                  | 18                  | –                   | –                   | –                   | –                   | –                   | Herbert Knoblich (SPD) | Stolpe II             |                                                    |
| 3.                  | 05.09.1999          | 89                  | 37                  | 22                  | 25                  | –                   | –                   | –                   | –                   | 5 DVU               | Herbert Knoblich (SPD) | Stolpe III Platzeck I | Am 26. Juni 2002 Wechsel von Stolpe zu Platzeck    |
| 4.                  | 19.09.2004          | 88                  | 33                  | 29                  | 20                  | –                   | –                   | –                   | –                   | 6 DVU               | Gunter Fritsch (SPD)   | Platzeck II           |                                                    |
| 5.                  | 27.09.2009          | 88                  | 31                  | 26                  | 19                  | 7                   | 5                   | –                   | –                   | –                   | Gunter Fritsch (SPD)   | Platzeck III Woidke I | Am 28. August 2013 Wechsel von Platzeck zu Woidke. |
| 6.                  | 14.09.2014          | 88                  | 30                  | 17                  | 21                  | –                   | 6                   | 11                  | 3                   | –                   | Britta Stark (SPD)     | Woidke II             |                                                    |
| 7.                  | 01.09.2019          | 88                  | 25                  | 10                  | 15                  | –                   | 10                  | 23                  | 5                   | –                   | Ulrike Liedtke (SPD)   | Woidke III            |                                                    |
| 8.                  | 22.09.2024          | 88                  | 32                  | –                   | 12                  | –                   | –                   | 30                  | –                   | 14 BSW              | Ulrike Liedtke (SPD)   | Woidke IV             |                                                    |

1 1990 PDS-Linke Liste, 1994 bis 2004 PDS, seit 2009 DIE LINKE

2 1990 Bündnis 90, seit 1994 BÜNDNIS 90/DIE GRÜNEN

## Mandatsvergabe
Landtagswahlen in Brandenburg finden seit 1994 alle fünf Jahre statt. Neuwahlen finden frühestens 57 und spätestens 60 Monate nach Beginn der Wahlperiode statt. Der Wahltag, den der Landtagspräsident gemeinsam mit dem Präsidium des Landtages festlegt, muss ein Sonntag oder ein gesetzlicher Feiertag sein. Die Abgeordneten werden durch allgemeine, direkte, freie, geheime und gleiche Wahl gewählt. Wahlberechtigt sind alle deutschen Staatsbürger, die das 16. Lebensjahr vollendet haben, seit mindestens einem Monat in Brandenburg ihren ständigen Wohnsitz haben und ihr Wahlrecht nicht durch einen richterlichen Beschluss verloren haben. Das passive Wahlrecht besitzen all diejenigen, die das 18. Lebensjahr vollendet und ihren ständigen Wohnsitz seit mindestens drei Monaten im Land Brandenburg haben. Nicht wählbar ist, wer infolge Richterspruchs das Wahlrecht nicht besitzt, sich aufgrund einer Anordnung nach § 63 in Verbindung mit § 20 des Strafgesetzbuches in einem psychiatrischen Krankenhaus befindet oder infolge Richterspruchs die Wählbarkeit oder die Fähigkeit zur Bekleidung öffentlicher Ämter nicht besitzt.

### Wahlsystem
Die 88 Abgeordneten des Landtages Brandenburg werden durch das personalisierte Verhältniswahlrecht gewählt. Die eine Hälfte wird durch Mehrheitswahl als Direktkandidaten aus den Wahlkreisen bestimmt, die andere Hälfte durch Verhältniswahl nach den Landeslisten der Parteien. In Brandenburg sind (im Gegensatz zu allen übrigen Bundesländern) Listenvereinigungen möglich. Die Verteilung der Sitze im Parlament erfolgt nach dem Hare/Niemeyer-Verfahren. Berücksichtigt werden jedoch nur die Parteien, politische Vereinigungen und Listenvereinigungen, die mindestens fünf Prozent der abgegebenen gültigen Stimmen erhalten oder mindestens ein Direktmandat gewinnen (Grundmandatsklausel). Von dieser Sperrklausel ausgenommen sind nach § 3 Abs. 1 Satz 2 des Brandenburgischen Landeswahlgesetzes Parteien, politische Vereinigungen und Listenvereinigungen der Sorben, etwa die Lausitzer Allianz. Erhält eine Partei über die durch die Erststimme vergebenen Direktmandate mehr Mandate, als ihr nach dem nach der Zweitstimme verteilten Kräfteverhältnis zustehen, bleiben ihr diese Sitze erhalten und sie bekommt so genannte Überhangmandate. Diese Überhänge werden für die übrigen Parteien durch Ausgleichsmandate kompensiert, so dass bis zu 110 Abgeordnete in den Landtag einziehen können. Bisher wurde nur einmal in der dritten Wahlperiode ein Überhangmandat an die SPD vergeben, so dass dem Landtag in jener Wahlperiode 89 Abgeordnete angehörten.

### Wahlprüfung
Die Wahlprüfung ist Aufgabe des Landtages. Gemäß § 1 Wahlprüfungsgesetz erfolgt eine Wahlprüfung nur auf Einspruch oder Antrag. Einspruch kann jeder Wahlberechtigte sowie der Landeswahlleiter und der Landtagspräsident in ihrer amtlichen Eigenschaft einlegen. Dieser Einspruch muss sich jedoch auf einen bestimmten Sachverhalt stützen, wie eine falsche Berechnung des Wahlergebnisses oder die Nichtanerkennung gültiger Stimmen. Zur Wahlprüfung wird in der konstituierenden Sitzung des Landtages ein Wahlprüfungsausschuss gebildet.

### Konstituierung des Landtages
Der neu gewählte Landtag tritt spätestens dreißig Tage nach der Landtagswahl zu seiner konstituierenden Sitzung zusammen. Erst mit Zusammentritt des neuen Landtages endet die Amtszeit des bisherigen Landtages, so dass es keine parlamentslose Zeit gibt. Den Vorsitz bis zur Amtsübernahme des neu zu wählenden Präsidenten übernimmt der Alterspräsident, also die älteste dem Landtag angehörende Person.
Zunächst teilt der Alterspräsident mit, welche Fraktionen sich wann gegründet haben und wer deren Vorsitzenden, stellvertretenden Vorsitzenden und Parlamentarischen Geschäftsführer sein werden. Die Konstituierung beginnt mit dem namentlichen Aufrufen der einzelnen Abgeordneten und der Inkraftsetzung einer vorläufigen Geschäftsordnung, die in der Regel von einer endgültigen Fassung abgelöst wird, für deren Erarbeitung der Hauptausschuss des Landtages zuständig sein wird.
Nachdem die Geschäftsordnung festgestellt wurde, werden in getrennten Wahlgängen der Landtagspräsident, die Vizepräsidenten und das weitere Präsidium gewählt. Die Wahl erfolgt offen, sofern es sich nur um einen Kandidaten handelt oder keines der Mitglieder widerspricht. Der stärksten Fraktion kommt das Recht zu, einen Landtagspräsidenten vorzuschlagen. Ist dieser gewählt, übernimmt er vom Alterspräsidenten die Leitung der Sitzung. Es folgt die Wahl der Vizepräsidenten, die von der zweitstärksten und drittstärksten Fraktion vorgeschlagen werden. Dennoch ist die Aufstellung weiterer Kandidaten nicht ausgeschlossen. Bevor die weiteren Präsidiumsmitglieder einzeln gewählt werden, wird beschlossen, welchen personellen Umfang das Präsidium haben soll.

## Funktionen

### Gesetzgebung
Eine Aufgabe des Landtages ist das Beschließen von Landesgesetzen. Gesetzesvorschläge dürfen von der Landesregierung, einzelnen Abgeordneten, dem Präsidenten, dem Präsidium, den Ausschüssen und den Fraktionen eingebracht werden, die Gesetzesinitiative geht jedoch meist von der Landesregierung aus. Auch über ein Volksbegehren können Gesetzesvorschläge in den Landtag eingebracht werden, sofern 80.000 stimmberechtigte brandenburgische Bürger ein Gesetzesanliegen durch ihre Unterschrift unterstützen. Der Landtag muss diese Gesetzesvorlage genauso behandeln, wie ein durch die Landesregierung oder ein aus der Mitte des Landtages eingebrachtes Gesetz. Kommt er binnen zwei Monaten dieser Aufgabe nicht nach, kommt es zu einem Volksentscheid.
| Wahlperiode  | Gesetzesentwürfe (Regierungsentwürfe) | davon verabschiedet |
| ------------ | ------------------------------------- | ------------------- |
| 1990–1994    | 256 (177)                             | 207                 |
| 1994–1999    | 190 (142)                             | 157                 |
| 1999–2004    | 192 (136)                             | 146                 |
| 2004–2009    | 189 (131)                             | 154                 |
| 2009–2014    | 189 (125)                             | 153                 |
| 2014–2019    | 211 (116)                             | 150                 |
| 2019–09/2020 | 36 (15)                               | 17                  |

Grundsätzlich finden vor der Abstimmung über einen Gesetzesvorschlag zwei Lesungen statt. In der ersten Lesung findet eine Grundsatzdebatte über den Gesetzesvorschlag statt, der daraufhin an einen oder mehrere Ausschüsse überwiesen wird, wobei bei mehreren Ausschüssen einer bestimmt wird, der federführend agiert. In den Ausschüssen wird der Gesetzentwurf überarbeitet und mit einer Beschlussempfehlung zur zweiten Lesung wieder in den Landtag eingebracht. In der zweiten Lesung wird der Gesetzentwurf im Einzelnen beraten und am Ende der Beratung über sein Inkrafttreten abgestimmt. Solange die Beratungssitzung nicht geschlossen ist, können von den Fraktionen oder einzelnen Abgeordneten noch Änderungsanträge gestellt werden, über die zunächst abgestimmt wird. Gesetzesvorschläge gelten als beschlossen, wenn sich eine Mehrheit der abgegebenen Stimmen dafür ausspricht. Verfassungsändernde Gesetzesentwürfe benötigen hingegen eine Zweidrittelmehrheit.
Gesetzentwürfe, die die Änderung oder Ergänzung des Wortlauts der Verfassung beinhalten, werden ebenso wie der Entwurf des Haushaltes in drei Lesungen beraten. Eine dritte Lesung findet auch statt, wenn eine Fraktion oder ein Fünftel der Mitglieder des Landtages einen entsprechenden Antrag stellen. Damit Gesetze in Kraft treten, müssen sie nach der Verabschiedung durch den Landtag vom Landtagspräsidenten ausgefertigt werden, also deren Urfassung durch Unterschrift beurkundet und im Gesetz- und Verordnungsblatt für das Land Brandenburg verkündet werden.

### Budgetierung
In Artikel 101 Abs. 3 der Verfassung des Landes Brandenburg ist dem Landtag Brandenburg das Budgetrecht zugewiesen. Der Verfassung zufolge kann der Landtag den Haushaltsplan für ein Jahr oder für mehrere Jahre festlegen. Der Haushaltsplan wird von der Landesregierung erstellt, womit sie die Schwerpunkte für das Folgejahr (oder die Folgejahre) setzt. Den Abgeordneten des Landtages kommt eine Kontrollfunktion zu, die den „Charakter einer Generalabrechnung mit der Arbeit der Landesregierung“ hat. Sie haben die Aufgabe, den Haushaltsentwurf zu prüfen, zu ändern und zu genehmigen. Am Ende eines jeden Haushaltsjahres legt der Finanzminister vor dem Landtag Rechenschaft über die Verwendung der Gelder, das Vermögen und die Schulden ab. Die gesamte Haushalts- und Wirtschaftsführung des Landes und seiner Sondervermögen und Betriebe werden vom Landesrechnungshof geprüft.

### Kontrollfunktion
Dem Landtag Brandenburg kommt auch die Aufgabe der parlamentarischen Kontrolle zu, die vorsieht, die Tätigkeiten der Landesregierung und die der ihr unterstellten Landesverwaltung zu kontrollieren. Die Kontrolle erfolgt durch Überprüfung, Beanstandung und Billigung des staatlichen Handelns sowohl nachträglich als auch durch das Formulieren von Empfehlungen auch im Vorfeld. Die Trennlinie der Kontrolle verläuft häufig nicht zwischen Parlament und Regierung, sondern zwischen der Regierung und die den sie tragenden Fraktionen einerseits und den Oppositionsfraktionen andererseits.

#### Rede- und Fragerecht
Um die Landesregierung und die Landesverwaltung zu kontrollieren, gibt es verschiedene Instrumentarien. Dazu gehört das parlamentarische Rede- und Fragerecht. Jeder Abgeordnete hat das Recht, das Wort zu ergreifen und Anfragen und Anträge zu stellen, um Auskünfte über Sachverhalte zu bekommen, die in die Zuständigkeit der Landesregierung fallen. Laut brandenburgischer Landesverfassung muss die Regierung diese Anfragen unverzüglich nach bestem Wissen und vollständig beantworten, was im Vergleich zum Grundgesetz oder anderen Landesverfassungen stärkere Informationsrechte bedeutet. Das Fragerecht umfasst laut Geschäftsordnung große, kleine, mündliche und dringliche Anfragen. Große Anfragen betreffen meist landesweite Probleme oder fachspezifische Angelegenheiten von überregionaler Bedeutung und besonderem politischen Gewicht und dienen im Wesentlichen der allgemeinen politischen Richtungskontrolle. Sie können von einer Fraktion oder einem Fünftel der Abgeordneten eingebracht werden und müssen innerhalb von drei Monaten schriftlich beantwortet werden. Kleine Anfragen beziehen sich meist nur auf einzelne Fälle oder einzelne Maßnahmen der Regierung oder der Verwaltung. Sie können von jedem Abgeordneten schriftlich gestellt und müssen von der Landesregierung innerhalb von vier Wochen beantwortet werden.
Mündliche und dringliche Anfragen haben die Funktion, dass die Abgeordneten im Plenum vor der Öffentlichkeit Stellungnahmen zu bestimmten Fragen von der Landesregierung verlangen können. Mündliche Anfragen können von jedem Abgeordneten gestellt werden. Dringliche Anfragen können mit verkürzter Frist gestellt werden und dienen der Aufklärung aktueller und politisch brisanter Fragen. Sie bedürfen der Zulassung durch den Präsidenten im Einvernehmen mit den Vizepräsidenten.
In der brandenburgischen Landesverfassung ist vorgeschrieben, dass die Landesregierung den Landtag und die Ausschüsse über die Vorbereitung von Gesetzen zu bestimmten Themen frühzeitig und vollständig unterrichten muss. Dies umfasst Gesetze und Verordnungen über Grundsatzfragen der Raumordnung, der Standortplanung und die Durchführung von Großvorhaben. Des Weiteren bezieht sich diese Unterrichtungspflicht auf die Mitwirkung im Bundesrat und die Zusammenarbeit mit dem Bund, anderen Ländern, anderen Staaten und der Europäischen Union.

#### Untersuchungsausschuss
Der Landtag ist berechtigt, einen Untersuchungsausschuss einzusetzen, um Sachverhalte aufzuklären, deren Aufklärung im öffentlichen Interesse liegt. Das Ergebnis der Untersuchungen muss der Ausschuss dem Landtag in einem Abschlussbericht vorlegen. Daneben hat jedes Mitglied des Untersuchungsausschusses das Recht, eine abweichende Meinung dem Bericht anzuschließen. In der dritten Wahlperiode wurden drei Untersuchungsausschüsse eingesetzt, die sich mit dem Flughafen Berlin-Schönefeld, der Landesentwicklungsgesellschaft (LEG) und der Chipfabrik Frankfurt (Oder) befassten. Der mit Beschluss vom 27. Februar 2008 eingesetzte Untersuchungsausschuss 4/1 befasst sich mit der Ende 2007 bekannt gewordenen Bodenreformaffäre. Der Landtag hat am 29. April 2016 auf Antrag von 60 Abgeordneten mehrheitlich einen Untersuchungsausschuss zur „Organisierten rechtsextremen Gewalt und Behördenhandeln, vor allem zum Komplex Nationalsozialistischer Untergrund (NSU)“ (UA 6/1) eingesetzt. In der aktuellen Wahlperiode hat der Landtag am 23. September 2020 auf Antrag von 23 Abgeordneten den Untersuchungsausschuss „Untersuchung der Krisenpolitik der Landesregierung im Zusammenhang mit dem Coronavirus SARS-CoV-2 und der Erkrankung COVID-19“ (UA 7/1) eingesetzt. Dieser soll das politische Handeln von Landesregierung und Behörden kurz vor Beginn und während der SARS-CoV-2/COVID-19-Pandemie untersuchen.

#### Kommissionen

##### Parlamentarische Kontrollkommission
In Angelegenheiten des Verfassungsschutzes unterliegt die Landesregierung der Kontrolle der Parlamentarischen Kontrollkommission (PKK), der maximal fünf Abgeordnete angehören. Bei der Zusammensetzung der PKK muss die Opposition angemessen vertreten sein. Die Landesregierung muss die PKK über allgemeine Tätigkeiten der Verfassungsschutzbehörde, über Vorgänge von besonderer Bedeutung sowie über Einzelfälle in Kenntnis setzen. Die PKK hat zudem unterschiedliche Informationsrechte, um erforderliche Auskünfte einzuholen, um ihrer Kontrollaufgaben nachkommen zu können.

##### G10-Kommission
Schließlich gibt es mit der G10-Kommission, die nach Artikel 10 des Grundgesetzes benannt ist, ein letztes Kontrollgremium. Die G10-Kommission hat die Aufgabe die vom Ministerium des Inneren angeordneten Beschränkungsmaßnahmen der freiheitlich demokratischen Grundordnung zu überprüfen. Das Ministerium des Inneren ist verpflichtet, die Kommission von solchen Beschränkungsmaßnahmen, wie etwa dem Abhören von Telefonen, zu unterrichten.

### Einsetzungsfunktion
Eine weitere wichtige Aufgabe des Landtags Brandenburg ist die Wahl des Ministerpräsidenten des Landes Brandenburg. Im Vorfeld der konstituierenden Sitzung hat sich für gewöhnlich eine potentielle Regierungskoalition gebildet, die ihren Kandidaten mit der Mehrheit der Abgeordneten ohne Aussprache in geheimer Abstimmung wählen kann. Jeder Abgeordnete ist vorschlagsberechtigt; es können auch Personen vorgeschlagen werden, die dem Parlament nicht angehören. Erhält der Vorgeschlagene im ersten Wahlgang nicht die absolute Mehrheit, folgt ein zweiter Wahlgang. Erhält er auch in diesem Wahlgang nicht die absolute Mehrheit, folgt ein dritter Wahlgang, in dem die relative Mehrheit der Abgeordneten reicht. Kommt die Wahl des Ministerpräsidenten selbst drei Wochen nach der konstituierenden Sitzung nicht zustande, gilt der Landtag als aufgelöst und es folgen Neuwahlen.
Nachdem der Ministerpräsident seinen Amtseid geleistet hat, übernimmt er die Amtsgeschäfte und ernennt sein Kabinett. Das Kabinett bildet er, indem er seinen Ministern Ernennungsurkunden aushändigt und diese wie er zuvor einen Amtseid leisten. Bei der Verteilung der Ressorts spielt die politische Schwerpunktsetzung der jeweiligen Partner eine wesentliche Rolle, denn konkrete Themen werden mit bestimmten Parteien assoziiert, so dass diese bestrebt sind, im jeweiligen Ressort die Verantwortung zu übernehmen. Der Regierungschef verfügt über die Richtlinienkompetenz und ist dafür dem Landtag verantwortlich. Innerhalb dieser Richtlinien leitet jeder Minister sein Ressort selbständig. Die Amtszeit des Ministerpräsidenten endet regulär mit dem Zusammentritt eines neuen Landtages, kann jedoch durch ein konstruktives Misstrauensvotum oder eine gescheiterte Vertrauensfrage vorzeitig beendet werden.
Des Weiteren wählt der Landtag Brandenburg noch die Mitglieder des Landesrechnungshofes, die Mitglieder des Landesverfassungsgerichts, den Landesbeauftragten für den Datenschutz und für das Recht auf Akteneinsicht und Gremiumsmitglieder der G10-Kommission, der Parlamentarischen Kontrollkommission, des Rates für sorbische (wendische) Angelegenheiten, des Richterwahlausschusses sowie die Vertreter des Landtages im Landesjugendhilfeausschuss und im Rundfunkrat des RBB.

## Organisation der Abgeordneten

### Präsidium
Der Landtagspräsident steht dem Landtag vor und vertritt ihn nach außen. Er ist der höchste Repräsentant des Landes Brandenburg, empfängt also Staatsgäste aus dem In- und Ausland. Der Landtag wählt in seiner ersten Sitzung aus seiner Mitte den Landtagspräsidenten. In der Ausübung seiner Geschäfte ist er dennoch unparteiisch – auch gegenüber seiner eigenen Fraktion. Durch eine Zweidrittelmehrheit kann der Präsident abgewählt werden.
Der Landtagspräsident beruft sowohl die Sitzungen des Parlaments als auch die Sitzungen des Präsidiums ein, die er beide eröffnet, leitet und schließt. Parlamentssitzungen können auch auf Verlangen eines Fünftels der Parlamentsmitglieder und auf Verlangen der Regierung einberufen werden. Im Landtag übt der Präsident das Hausrecht und die Polizeigewalt aus. Darüber hinaus entscheidet er über die geschäftsordnungsmäßige Zulassung von Beratungsgegenständen, verfügt über den Druck und die Verteilung aller Schriftstücke und nimmt beim Landtagspräsidenten einzureichende Anfragen und Anträge entgegen. Im Gesetzgebungsprozess tritt ein Gesetz erst in Kraft, wenn es von ihm durch Unterschrift ausgefertigt wurde. Wenn der Landtagspräsident nicht anwesend ist, werden seine Aufgaben von den Vizepräsidenten übernommen. Sind auch diese nicht anwesend, vertritt den Landtagspräsidenten ein Mitglied des Präsidiums, das der stärksten Fraktion angehört. In der 5. Wahlperiode war der Sozialdemokrat Gunter Fritsch Präsident des Landtages, er übte dieses Amt bereits in der 4. Wahlperiode aus. Vizepräsidentin des Landtags war in der 5. Wahlperiode seit Dezember 2009 Gerrit Große, nachdem Gerlinde Stobrawa (beide DIE LINKE) im November 2009 von ihrem Amt zurückgetreten war. In der 6. Wahlperiode war die Sozialdemokratin Britta Stark Landtagspräsidentin und Dieter Dombrowski von der CDU Vizepräsident des Landtages. In der 7. Wahlperiode war, ab September 2019, die Sozialdemokratin Ulrike Liedtke Landtagspräsidentin. Andreas Galau von der AfD und Barbara Richstein von der CDU waren die Vizepräsidenten des Landtages. In der 8. Wahlperiode, die seit Oktober 2024 läuft, ist weiterhin Ulrike Liedtke Landtagspräsidenten. Vizepräsidenten sind Daniel Münschke (AfD), Jouleen Gruhn (BSW) und Rainer Genilke (CDU).
Die weiteren Mitglieder des Präsidiums werden ebenso wie Präsident und Vizepräsidenten in der konstituierenden Sitzung aus der Mitte des Landtages gewählt. Jede im Landtag vertretene Fraktion hat das Recht, mindestens ein Präsidiumsmitglied zu stellen. Es unterstützt den Präsidenten in der Ausübung seiner Aufgaben, führt Verständigungen zwischen den Fraktionen herbei, beschließt den Sitzungs- und Terminplan und legt die Tagesordnung der Plenarsitzungen fest. Die Mitglieder des Präsidiums können ebenso wie der Landtagspräsident von einer Zweidrittelmehrheit der Abgeordneten abgewählt werden.

### Fraktionen
Für Mandatsträger derselben Partei oder Liste besteht die Möglichkeit, sich zu Fraktionen zusammenzuschließen. Ein 1994 verabschiedetes Gesetz über die Rechtsstellung und Finanzierung der Fraktionen schreibt eine Mindestgröße von fünf Abgeordneten vor, die alle ein und derselben Partei angehören müssen. Vor Verabschiedung dieses Gesetzes war bei jeder Fraktionsbildung die Zustimmung des Landtages notwendig, heute ist sie nur noch gefordert, wenn von diesen Regeln abgewichen wird. Jede Fraktion hat das Recht auf Vertretung im Präsidium, in jedem Ausschuss, in jedem Untersuchungsausschuss und jeder Enquete-Kommission sowie auf Zuweisung von Mitteln aus dem Landeshaushalt. In der brandenburgischen Verfassung wird den Fraktionen der Status zentraler Wirkungseinheiten zugestanden.
Innerhalb der Fraktionen bilden sich Arbeitskreise, die wie die Fachausschüsse spiegelbildlich den Ressorts der Landesregierung entsprechen. Diesen Arbeitskreisen gehören meist jene Abgeordnete an, die auch den entsprechenden Fachausschüssen angehören, und die die Leitung der Arbeitskreise übernehmen. Allerdings ist dieses Muster meist nur in großen Fraktionen möglich. So hatte in der dritten Wahlperiode nur die SPD-Fraktion für jeden Parlamentsausschuss einen entsprechenden Arbeitskreis. Die CDU hatte vier Arbeitskreise, die PDS drei, die DVU keine.
Wegen der vergleichsweise geringen Größe des Landtags Brandenburg und der geringen Größe der Fraktionen genügen wenige Personen für die Fraktionsvorstände. Die Fraktionen haben einen Vorsitzenden, zwei oder drei Stellvertreter sowie einen Parlamentarischen Geschäftsführer. Die Vorsitzenden führen die Fraktion politisch und organisatorisch, haben maßgeblichen Einfluss auf die Entwicklung politischer Inhalte, sorgen für die politische Geschlossenheit und leiten die Verwaltung der Fraktion. Der Parlamentarische Geschäftsführer koordiniert die parlamentarische Arbeit der Fraktion, bei der er unter anderem die Abläufe im Plenum mit den Parlamentarischen Geschäftsführern der anderen Fraktionen bestimmt.
Die Fraktionen haben Anspruch auf finanzielle Mittel aus dem Landeshaushalt, die sich aus einem Grundbeitrag für jede Fraktion, einem Beitrag für jedes Mitglied und einem Zuschlag für jede Fraktion, die nicht die Landesregierung trägt (Oppositionszuschlag), zusammensetzen. Diese Mittel dürfen ausschließlich für Aufgaben verwendet werden, die mit der brandenburgischen Verfassung, den Gesetzen und der Geschäftsordnung des Landtags Brandenburg übereinstimmen. Eine Verwendung für Parteizwecke ist nicht erlaubt.

### Gruppen
Seit dem 1. April 2015 besteht die Möglichkeit, dass sich mindestens drei Abgeordnete, die zwar die erforderliche Mindestanzahl von Mitgliedern für eine Fraktionsbildung nicht erreichen, aber die sonstigen Voraussetzungen für eine Fraktion erfüllen, zu einer parlamentarischen Gruppe zusammenschließen können. Dafür werden sie dann für ihre gemeinsame Arbeit mit einer Grundausstattung an Finanz- und Sachmitteln und einer eigenen Rechtsnatur ausgestattet. Zudem kann die Gruppe einen Sprecher benennen. In der Folge bildeten die drei Abgeordneten der BVB / FREIE WÄHLER in der 6. Wahlperiode des Landtages die erste Gruppe im Landtag Brandenburg. Auch in der 7. Wahlperiode des Landtags bildeten vier Abgeordnete der BVB/FW nach Verlust des Fraktionsstatus im November 2023 eine Gruppe.

### Ausschüsse
Wie in sämtlichen anderen Parlamenten auch, dienen die Ausschüsse im Landtag Brandenburg dazu, das Plenum in zeitlicher und fachlicher Hinsicht zu entlasten und die Minister fachgebunden zu kontrollieren. In der zweiten Wahlperiode gab es noch 16 Ausschüsse, mittlerweile nur noch 14, von denen neun den Ministerien entsprechend fachgebunden sind. Zu Beginn der dritten Legislaturperiode gab es eine Umorganisation der Ministerien, in deren Zuge das Ministerium für Ernährung dem Ressort Landwirtschaft zugeschlagen und der Ausschuss Brandenburg-Berlin, der den 1996 gescheiterten Fusionsversuch vorbereitet hatte, nicht wieder eingerichtet wurde. Einen traditionell hohen Stellenwert hat der Hauptausschuss, der für die Klärung von Fragen grundsätzlicher Art, Verfassungsfragen, die Geschäftsordnung des Landtages, Bundesangelegenheiten, die Beziehungen zwischen Berlin und Brandenburg sowie die Medienpolitik zuständig ist. Der Petitionsausschuss ist vor allem für die Bürger und Einwohner Brandenburgs bedeutend, denn er prüft alle Eingaben, durch die die Bürger die Politik durch Anregungen, Kritik oder Beschwerden mitgestalten können. Petitionsberechtigt ist jeder Bürger unabhängig von Alter oder Staatsangehörigkeit.
Die Ausschüsse werden proportional besetzt und jeder Fraktion wird in jedem Ausschuss mindestens ein Sitz garantiert. Bei einer Mitgliederzahl von mittlerweile zehn Abgeordneten pro Ausschuss lassen sich Doppel- oder gar Dreifachbesetzungen kaum vermeiden, vor allem bei den kleinen Fraktionen. Die Ausschussvorsitzenden werden vom Präsidium in einer einvernehmlichen Entscheidung bestimmt und vom Ausschuss gewählt; sofern dies nicht gelingt, werden die Vorsitzendenposten nach dem Hare/Niemeyer-Verfahren vergeben. Der zuständige Unterausschuss des Verfassungsausschusses hatte sich 1991 mit einer knappen Mehrheit dafür ausgesprochen, dass die Ausschüsse nicht öffentlich tagen. Hauptargument war die Furcht, dadurch zwar für höhere Transparenz zu sorgen, aber die Sicherheit der Konsensfähigkeit zu gefährden. Der Landtag Brandenburg hat zu Beginn der 6. Wahlperiode beschlossen, dass alle Ausschüsse öffentlich tagen. Durch Beschluss des Ausschusses kann die Öffentlichkeit ausgeschlossen werden.
In den Ausschüssen wird die Hauptarbeit des Parlaments geleistet, was sich nicht nur in Sitzungshäufigkeit und -dauer widerspiegelt, sondern auch im Verständnis der Abgeordneten. Sie bereiten gemeinsam mit den Fachministern, deren Vertretern (Staatssekretäre) oder Fachbeamte des jeweiligen Ministeriums die Gesetzesvorlagen vor, die dem Plenum zur Beschlussfassung vorgelegt werden. Die Ausschüsse erhalten ihre Aufträge vom Landtag oder werden innerhalb ihres Aufgabenbereichs aus eigener Initiative tätig. Die Aufträge müssen bald erledigt werden. Auf Antrag eines Fünftels der Landtagsmitglieder muss ein Ausschuss spätestens sechs Monate nachdem er mit einem Beratungsgegenstand beauftragt wurde, vor dem Landtag Bericht erstatten. Ist ein Ausschuss außerstande einen Auftrag zu erledigen, gibt er ihn an den Landtag zurück.

### Enquete-Kommission
Die Enquete-Kommission beschäftigt sich mit Zukunftsfragen, also mit längerfristigen und umfangreicheren Sachfragen als die normale Parlamentsarbeit. Sie dienen dazu, auf gesellschaftliche Entwicklungen des Landes einzugehen, wie beispielsweise mit der Gemeindegebietsreform 1993. Den Enquetekommissionen gehören neben den Parlamentariern auch Nicht-Parlamentarier als Experten an, die ständig an der Kommissionsarbeit teilnehmen, und nicht nur – wie in den Fachausschüssen – zu bestimmten Terminen eingeladen werden. Enquetekommissionen werden eingerichtet, wenn sich mehr als ein Drittel der Abgeordneten dafür ausspricht. Ist die Arbeit einer Enquetekommission abgeschlossen, legt sie dem Parlament einen Abschlussbericht vor, der Empfehlungen für das weitere Verfahren beinhalten kann.

### Rat für Angelegenheiten der Sorben/Wenden (RASW)

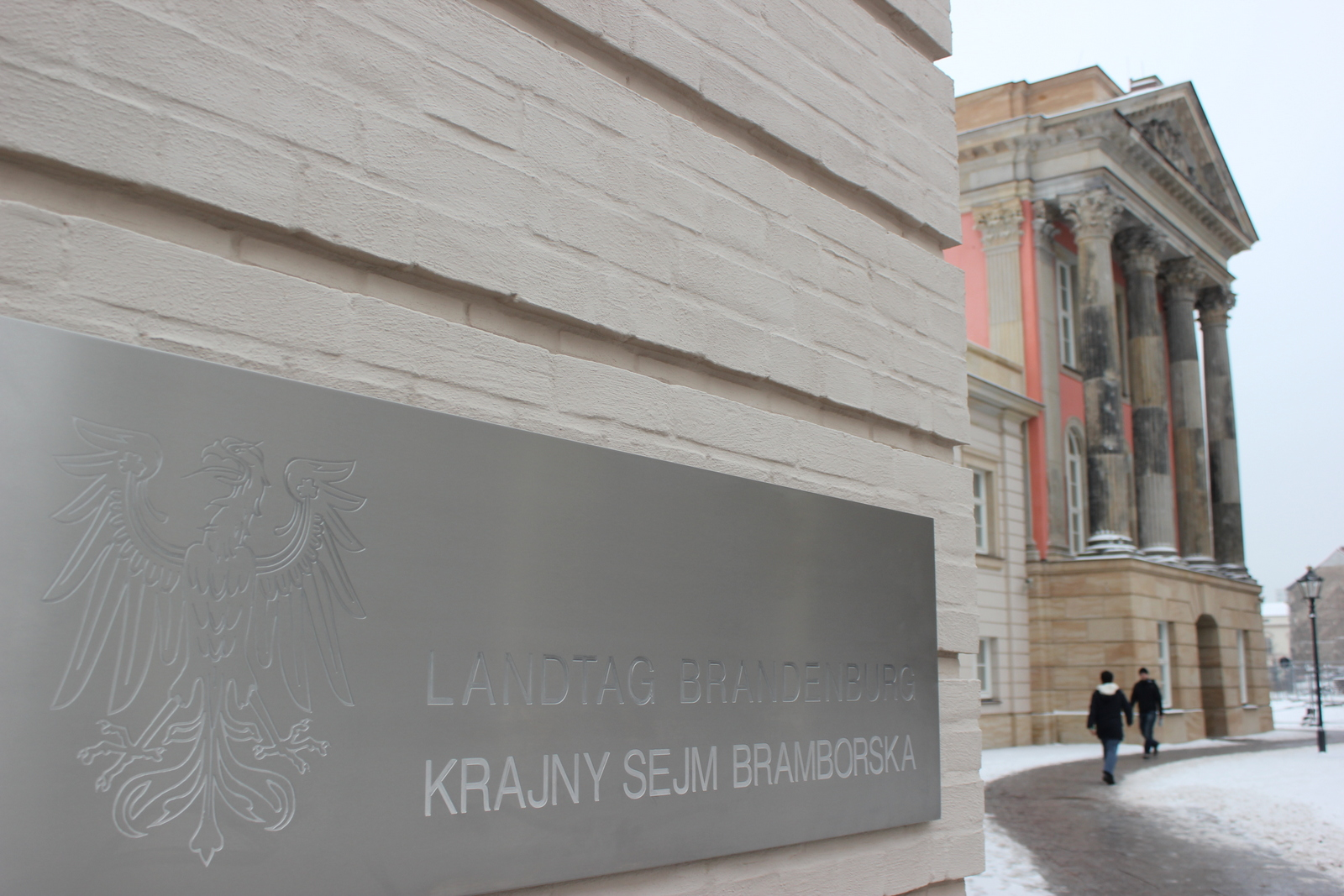
Zweisprachige Haustafel auf Deutsch und Niedersorbisch

Im Land Brandenburg leben etwa 20.000 Sorben, die sich auch Wenden nennen, im sorbischen Siedlungsgebiet. Sie haben den Status einer nationalen und sprachlichen Minderheit und stehen unter dem besonderen Schutz der Verfassung des Landes Brandenburg. Die in Artikel 25 formulierten Rechte der Sorben sehen vor, dass für die Dauer einer Wahlperiode ein Rat für sorbische Angelegenheiten aus fünf Angehörigen des sorbischen Volkes gebildet wird. Die Mitglieder werden vom sorbischen Volk gewählt. Der Rat ist ein Beratungsgremium des Landtages Brandenburg, dem alle Beratungsgegenstände des Landtages vorgelegt werden, die die Rechte der Sorben berühren. Der Rat kann daraufhin beratend an Ausschusssitzungen teilnehmen und dort zu Gesetzesentwürfen Stellung nehmen. Der Rat für sorbische Angelegenheiten entstand im Dezember 1994, nachdem bei der ersten Landtagswahl 1990 trotz aufgehobener Sperrklausel deutlich wurde, dass sorbische Vertreter nur geringe Möglichkeiten haben, in eigenständiger Organisationsform ein Landtagsmandat zu erringen.

## Stellung der Abgeordneten
Die Abgeordneten des Landtags Brandenburg verfügen über kein imperatives Mandat, sind also an keinerlei Weisungen ihrer Partei gebunden und nur ihrem Gewissen verantwortlich. Darüber hinaus erhalten die Abgeordneten Indemnität und Immunität zugesichert. Allerdings bedarf es in Brandenburg eines Landtagsbeschlusses, der einzelnen Abgeordneten die Immunität zugesteht, während in allen anderen Landtagen die Abgeordneten den Schutz der Immunität qua Mandat besitzen. Neben der Arbeit im Landtag findet auch Arbeit in den Wahlkreisen der Parlamentarier statt. In Wahlkreisbüros sind die Abgeordneten für die Bürger erreichbar und können Bürger in Bürgersprechstunden persönlich empfangen. Um Raum für die Tätigkeiten im Wahlkreis zu lassen, werden die Sitzungswochen möglichst kompakt gestaltet, so dass etwa 40 Prozent des Jahres Arbeit im Wahlkreis ausmachen.
Die Abgeordneten haben das Recht, in Ausschüssen und im Plenum das Wort zu ergreifen, sich an Abstimmungen zu beteiligen, Fragen an die Landesregierung zu richten, sowie den Zugang zu Behörden und unverzügliche und vollständige Aktenvorlage. Zu den besonderen Rechten zählt auch die Zahlung einer Entschädigung. Die Abgeordneten erhalten nach Artikel 60 der Landesverfassung eine ihrer Verantwortung entsprechende und ihre Unabhängigkeit sichernde Entschädigung (oft als Diäten – lat.: „Tagegelder“ – bezeichnet). Die Höhe richtet sich nach den jeweils aktuellen Bestimmungen des Abgeordnetengesetzes. Derzeit wird die Entschädigung jährlich angepasst, teils entsprechend der Einkommensentwicklung der Arbeitnehmerentgelte in Brandenburg, teils entsprechend der Veränderung des Verbraucherpreisindexes im Bundesland (§ 5 Abgeordnetengesetz). Der Präsident des Landtages, der Vizepräsident sowie die Fraktionsvorsitzenden erhalten eine Amtszulage. Zu den Diäten kommen noch Aufwandsentschädigungen, die die Kosten decken, die bei den Abgeordneten durch die Ausübung ihres Amtes anfallen. Dazu zählen unter anderem Unterhaltung und Ausstattung der Wahlkreisbüros, Übernachtungen und Fahrausweise für die Nutzung der Bahn in Brandenburg.

## Verwaltung
Die Landtagsverwaltung untersteht dem Landtagspräsidenten, dessen ständiger Vertreter der Direktor der Verwaltung ist. Die Verwaltung stellt die Funktions- und Handlungsfähigkeit des Landtages sicher. Die Mitarbeiter der Verwaltung unterstützen den Präsidenten bei der Vorbereitung der Sitzungen des Landtages und der Ausschüsse und stehen allen Abgeordneten bei der Wahrnehmung ihrer Aufgaben zur Seite.
Die Verwaltung des Landtags Brandenburg ist in zwei Abteilungen gegliedert. Die Abteilung Parlament teilt sich in fünf Referate auf und umfasst unter anderem die Vor- und Nachbereitung von Plenar- und Ausschusssitzungen, Beratung der Ausschüsse einschließlich des Petitionsausschusses durch Ausschussreferenten, die Anfertigung stenografischer Niederschriften sowie den Bereich Europaangelegenheiten und Informationsdienste, wozu die Parlamentsdokumentation und die Bibliothek zählen. Eine Sonderstellung innerhalb dieser Abteilung nimmt der eingerichtete Parlamentarische Beratungsdienst ein, der wissenschaftliche Gutachten zu Parlaments- und Verfassungsrechtlichen Fragestellungen auf Anforderung durch den Präsidenten oder die Fraktionen abgibt.
Die zweite Abteilung ist die Abteilung Verwaltung, die sich in vier Referate aufteilt und die sich um die Bearbeitung von allgemeinen Rechtsangelegenheiten und gerichtlichen Verfahren, Abgeordnetenangelegenheiten, die Personalangelegenheiten der Beamten und Angestellten der Landtagsverwaltung sowie die Bearbeitung von Organisations- und Haushaltsfragen kümmert. Zudem stellt sie die internen Abläufe sicher, ist also für Funktionsfähigkeit der EDV- und Telefonanlagen, Ausstattung der Büros sowie Bewachung und Reinigung des Gebäudes zuständig.

## Parlamentssitz
Mit Neugründung des Landes Brandenburg mit der deutschen Wiedervereinigung stand zunächst nur ein ungeeignetes Landtagsgebäude zur Verfügung, das dann aber über 22 Jahre lang genutzt wurde. Erst ab 2005 folgten die Beschlüsse für den dringend benötigten Neubau, der 2013 vollendet wurde.

### Landtagsgebäude
Der Landtag Brandenburg hat seinen Sitz im Potsdamer Stadtschloss.
Im April 2005 beschloss der Landtag, das bisherige sanierungsbedürftige Landtagsgebäude durch einen Neubau in der Architektur und am Standort des früheren Stadtschlosses zu ersetzen. Im Februar 2006 wurde eine vom Finanzminister Rainer Speer in Auftrag gegebene Machbarkeitsstudie über einen Landtagsneubau vom Präsidium des Landtags zustimmend zur Kenntnis genommen. Die Stadt Potsdam und das Land Brandenburg vereinbarten, die Bauarbeiten im Juli 2008 beginnen zu lassen. In der endgültigen Abstimmung im Potsdamer Stadtparlament im November 2006 wurde der Bebauungsplan jedoch zweimal abgelehnt.
Eine sicher geglaubte Mehrheit kam beide Male nicht zustande, weil sich die Fraktionen nicht auf eine Gestaltung der Außenfassade einigen konnten. Die Linkspartei favorisierte einen funktionalen Neubau, während die Grünen es befürworteten, sich an den Baulinien des früheren Stadtschlosses zu orientieren. Im Januar ließen die Linkspartei und die Grünen Bürgerbefragungen durchführen, die ergaben, dass sich die Potsdamer Bürger einen Landtag in der historischen Mitte Potsdams mit historischer Fassade wünschten.
Im Juli 2007 stimmte das Potsdamer Stadtparlament dem 85 Millionen Euro teuren Neubau schließlich zu, weiterhin war jedoch unklar, inwiefern er sich am Vorbild Knobelsdorffs orientieren soll. Über ein Vergabeverfahren durchgeführt zwischen 2006 und 2009 sind sechs Vorschläge zur Umsetzung eingereicht worden. Hasso Plattner teilte mit 20 Millionen Euro spenden zu wollen, sofern die historische Fassade des Stadtschlosses wiederhergestellt werden würde. Daraufhin wurden die sechs Konsortien beauftragt, neue Gestaltungsvorschläge einzureichen. Ziel des Vergabeverfahrens war es, die im Rahmen einer öffentlich-privaten Partnerschaft wirtschaftlichste Gesamtlösung für Planung, Neubau, Finanzierung und Betrieb des Neubaus zu ermitteln und zu vergeben. Finanzminister Speer appellierte an sämtliche Interessensgruppen, sich mit weiteren Forderungen zurückzuhalten, da die Debatte „beinahe hysterische Züge angenommen“ habe. Die Errichtung des Landtagsgebäudes nach dem Entwurf des Architekten Peter Kulka wurde im September 2009 beschlossen.
Am 22. Januar 2014 tagte das Parlament zum ersten Mal im Stadtschloss.
Ursprünglich wurde am Platz für das Landeswappen an der Stirnwand des Plenarsaals ein 1,80 Meter großer Adler aus Stahlblech angebracht, der nach den Vorstellungen des Architekten Peter Kulka jedoch weiß gestrichen war und somit vom obligatorischen Rot des Brandenburgischen Wappenadlers abwich. Im Juni 2014 wurde dieser deshalb auf Beschluss des Landtags entfernt, durch einen „verfassungskonformen“ roten Adler am Rednerpult ersetzt und dieser dort um dem Schriftzug Landtag Brandenburg ergänzt. Der „weiße Adler“ wurde im September 2015 im Foyer des Gebäudes angebracht, während das rote Landeswappen am Rednerpult noch einmal – auf etwa das Doppelte – vergrößert wurde.

### Früherer Sitz
Zwischen 1990 und 2013 hatte der Landtag seinen Sitz im Gebäude der ehemaligen Königlich-Preußischen Kriegsschule auf dem Potsdamer Brauhausberg. Dieses wurde zuvor bis 1914 als Schule für Offiziersaspiranten, zwischen 1919 und 1945 als Reichs- und Heeresarchiv, von 1948 bis 1949 als Finanzministerium des Landes Brandenburg und im Anschluss bis 1990 durch verschiedene Regionaluntergliederungen der SED genutzt, was dem Gebäude dem Volksmund nach die Bezeichnung „Kreml“ einbrachte.
Nach der Wiedergründung des Landes Brandenburg erklärte der Landtag Brandenburg das Gebäude auf dem Brauhausberg im Januar 1991 zum Sitz seines Parlaments, wenngleich Fachleute bereits damals eine dauerhafte Nutzung ausschlossen und klar war, dass langfristig ein Neubau benötigt werden würde. Dieser wurde dann zwischen 2010 und 2013 mit dem Wiederaufbau des Potsdamer Stadtschlosses realisiert. Zunächst zog der Landtag nach notdürftigen Bauarbeiten aber auf den Brauhausberg und hielt dort am 25. September 1991 seine erste und am 22. November 2013 seine letzte Sitzung ab.